# 조지아 오키프
조지아 오키프(Georgia O'Keeffe, 1887년 11월 15일~1986년 3월 6일)는 미국의 화가이며, 자연에서 그녀의 많은 생각을 찾아내기로 유명하였다. 그녀가 자신의 경력을 통하여 창조한 꽃의 사물화는 그녀의 가장 잘 알려진 작품들이었다. 그녀는 또한 동물의 유골과 사막의 풍경을 주제로 한 그림들로 유명해졌다. 오키프는 고단적으로 인간화한 양식과 강하고 선명한 색으로 칠하였다. 그녀의 형상은 육욕적으로 부드럽고 간단하였고, 가끔 높은 추상적 디자인으로 보이기도 하였다.

## 생애
1887년 11월 15일 위스콘신주 선 프레리에서 태어났다. 그녀는 시카고 미술 연구소, 컬럼비아 대학교 등 여러 학교에서 공부를 하였고, 1912년부터 1918년까지 텍사스주, 버지니아주, 사우스캐롤라이나주에서 강의하였다. 텍사스 주에서는 그녀가 미국 남서부에 대하여 처음으로 흥미를 가지게 된 것으로 알려졌다. 그 땅의 사막 풍경은 그녀의 작품에 큰 영향을 주었다. 오키프는 미국 서남부의 황량한 풍경, 뉴욕의 마천루들, 거대하게 확대된 꽃, 해골 등 다양한 주제를 섭렵하면서, 그녀만의 양식을 구축해 나갔다.
1916년 미국의 사진가 알프레드 스티글리츠는 뉴욕에 있는 자신의 실험적 미술관 "291"에서 오키프의 미술 작품들을 처음으로 보였다. 많은 세월 동안, 스티글리츠가 뉴욕에서 자신이 운영하는 다른 2개의 미술관에서 그녀의 작품들을 전시하였다. 둘은 1924년에 결혼하였으며, 오키프는 1929년부터 뉴멕시코주에서 인생을 보내왔다. 
그녀의 인생의 끝을 향하자, 오키프는 그녀의 시력을 잃기 시작하였다. 그 후, 그녀는 도예와 도기 등에 관련된 일을 하기 시작하였다.
1986년 3월 6일, 98세의 나이로 샌타페이에서 사망하였다.